# Герб лену Крунуберг
Герб лену Крунуберг (швед. Kronobergs läns vapen) — символ сучасного адміністративно-територіального утворення лену Крунуберг.

## Історія
Герб лену Крунуберг затверджено 1944 року.

## Опис (блазон)
У золотому полі на зеленому тригорбі спинається червоний лев із синім озброєнням і тримає в передніх лапах червоний арбалет із чорним луком і срібним наконечником.

## Зміст

Герб Смоланду

У гербі лену Крунуберг використано видозміну символу ландскапу Смоланд.
Герб лену може використовуватися органами влади увінчаний королівською короною.